# Кассиан (Мухин)
Кассиа́н (в миру Се́ргий Никола́евич Му́хин; 16 апреля 1954, Париж — 20 мая 2024, Франция) — иерарх малочисленной Кафолической православной церкви Франции (с 2016), не состоящей в каноническом общении с какими-либо иными юрисдикциями; ранее епископ Марсельский и Западно-Европейский РПЦЗ (В-В) (2010—2015) и затем РПЦЗ (В-Ф) (2015—2016).

## Биография
Родился 16 апреля 1954 года в Париже. Был крещён полуторамесячным младенцем в храме Введения во храм Пресвятой Богородицы в Париже и назван Сергием в честь преподобного Сергия Радонежского.
Русскому языку Сергий научился в своей семье и до шестилетнего возраста говорил только по-русски. Затем, он несколько лет посещал приходскую «четверговую» школу, где его учили русскому языку, литературе и истории. Французский язык он выучил в школе и гимназии.
После кончины своего отца, с 1962 по 1970 год, духовным наставником Сергия Мухина, приучившим его к церковным службам, был протоиерей Леонид Могилевский, настоятель парижской церкви в честь святого Серафима Саровского, находившейся в ведении Константинопольского Патриархата.
В 1971 году, во время паломничества в Леснинскую обитель, в результате бесед с митрополитом Филаретом (Вознесенским), был принят после исповеди и причастия в Русскую Православную Церковь Заграницей. Митрополит благословил его после окончания гимназии поступить в Свято-Троицкую семинарию в городе Джорданвилль, штат Нью-Йорк, США.
В феврале 1972 года, будучи пассажиром, попал в автомобильную катастрофу, в результате которой получив сильную травму, вынужден был уделять длительное время лечению (водитель машины Александр Филатьев скончался). Это обстоятельство не позволило ему продолжить учение и поступить в семинарию. Долгие годы занимался самообразованием.
В 1972 году обвенчался с Натальей Лефевр, француженкой по национальности, принявшей Православие в 1968 году.
С 1971 по 2001 год являлся прихожанином парижского храма Всех Святых в земле Российской просиявших. Пел на клиросе.
Работал в различных местах, в частности, 11 лет в системе министерства образования, 4 года держал вместе с супругой магазин, занимался маркетингом, был заведующим бюро общественного мнения и т. д. В начале 1990-х годов по состоянию здоровья вынужден был прекратить работу и жить с семьей на небольшую пенсию на юге Франции. Через несколько лет, благодаря хорошему лечению, его здоровье стабилизировалось.
Будучи настроен непримиримо по отношению к Русской православной церкви, уходит в 2001 году в неканоническую РПЦЗ(В), с 2002 года — прихожанин марсельского храма св. Георгия Победоносца РПЦЗ(В).
11 ноября 2003 года архиепископом Варнавой (Прокофьевым) был рукоположён в сан диакона для марсельского храма св. Георгия Победоносца.
Варнава предлагал диакону Сергию сразу же стать священником, но необходимость постоянного ухода за больной женой была для этого препятствием. Овдовел 4 февраля 2007 года.
17 июня 2007 года хиротонисан во иерея епископом Антонием (Рудей), и в тот же день указом этого иерарха был назначен настоятелем Свято-Георгиевского прихода в Марселе.
В январе 2008 года епископ Антоний (Рудей) вместе с протоиереями Вениамином Жуковым и Николаем Семёновым создали собственную юрисдикцию иерей Сергий, несмотря многолетнее знакомство с протоиереем Вениамином, остался верен РПЦЗ(В-В), за что и был подвергнут ими прещениям, которых не признал. Данное событие раскололо марсельский приход, и некоторые прихожане возбудили судебный процесс с целью перевести храм в юрисдикцию Антония (Рудея) и выдворить оттуда Сергия Мухина.
Новый временный управляющий Западно-Европейской епархией Анастасий (Суржик) в Свидетельстве № 48 от 5/18 апреля 2008 года подтвердил настоятельство Сергия Мухина марсельским храмом.
5 июля 2008 года был назначен епископом Анастасием (Суржиком) на должность секретаря епархиальной канцелярии.
15 октября 2008 года обратился к епископу Анастасию с просьбой дать ему благословение на монашеский постриг. Анастасй (Суржик) благословил, но месяц спустя Западно-Европейской епархией стал уже управлять епископ Парижский Виктор (Парбус), который дал Сергею Мухину время на подготовку, назначив постриг на весну 2010 года.
Весной 2010 года члены части российских и зарубежных приходов РПЦЗ(В-В) с центром в Мансонвилле начали собирать подписи в поддержку «Обращения приходов, клириков и мирян Русской Православной Церкви заграницей к осеннему 2010 года Архиерейскому Собору РПЦЗ», в котором предлагается поставить епископом и Первоиерархом иеромонаха Кассиана из г. Марсель (Франция), «коренного зарубежника» и духовного сына митрополита Филарета (Вознесенского), третьего Первоиерарха РПЦЗ..
7 апреля 2010 года Епископом Парижским и Западно-Европейским Виктором в греческом марсельском храме Благовещения Пресвятой Богородицы пострижен в монашество с именем Кассиан, в честь преподобного Иоанна Кассиана Римлянина (†435 г., память 29 февраля по юлианскому календарю).
10 октября 2010 года в Свято-Иоанновском храме Киева по решению Архиерейского Собора РПЦЗ(В-В) был хиротонисан в сан епископа архиепископом Сан-Францисским и Западно-Американским Владимиром (Целищевым), епископом Владивостокским и Дальневосточным Анастасием (Суржик), епископом Парижским и Западно-Европейским Виктором (Парбус), епископом Солтановским и Молдовским Алексием (Пергаменцевым), епископом Васильковским Тихоном (Антоновым) и епископом Алексинским и Южно-Российским Мартином (Лапковским), с титулом: Марсельский и Западно-Европейский.
7 октября 2015 года Архиерейский собор РПЦЗ(В-В) в Малой Солтановке констатировал: «по состоянию своего здоровья Епископ Кассиан не прибыл на Архиерейский Собор, а также фактически не управляет вверенной ему Епархией, где на сегодня не осталось ни одного прихода или клирика в его подчинении. Он также не отвечает на письма и запросы как Архиерейского Синода, так и клириков и мирян. Кроме этого, незадолго до Архиерейского Собора в интернете появился документ сомнительного содержания ULTIMA RATIO, подписанный в том числе Епископом Кассианом, который фактически призывает к бунту против церковной власти», в связи с чем ему было предложено уйти на покой.
Решений Собора РПЦЗ(В-В) не признал и 10 октября по телефону принял участие в проходившем в селе Амосовка Чашникского района Курской области альтернативном архиерейском соборе РПЦЗ (В-В), в котором также приняли участие епископ Филарет (Семовских), избранный первоиерархом новой церковной структуры с возведением в сан митрополита и епископ Мартин (Лапковский), возведённый в сан архиепископа. Собор в Амосовке направил болящему епископу Марсельскому и Западно-Европейскому Кассиану пожелание скорейшего выздоровления.
Епископ Кассиан (Мухин) числился управляющим всеми приходами РПЦЗ(В-Ф) за пределями исторической России, исключая Австралию. Достоверно количество этих приходов неизвестно, на официальном сайте юрисдикции приводились лишь данные о епархиальном центре в Марселе.
21 ноября 2015 года написал прошение об увольнении на покой. К тому времени он потерял храм в Марселе. Прихожане вместе с храмом перешли в Архиепископию западноевропейских приходов русской традиции Константинпольского патриархата. Его единственный клирик, диакон Ромарик Дамико отошел от него и ушёл в РИПЦ..
29 января 2016 года вошёл в состав неканонической западнообрядной Кафолической православной церкви Франци, образовав вместе с её предстоятелем Герману (Бертрану-Харди) Синод. КПЦФ после объединения с епископом Кассианом объявила о смене своего официального названия на Православную Церковь Франции.
31 января 2016 года в кафедральном соборе святого Иринея данной юрисдикции в Париже вместе с Германом (Бертраном-Харди) рукоположил Венедикта (Гийо), при этом хиротонию он совершал в литургических облачения Русской православной церкви.
23 февраля 2016 года митрополит Филарет (Семовских) своим указом уволил его на покой «без права служения». В Указе также сообщается, что на рассмотрение очередного Архиерейского Собора РПЦЗ(В-Ф) вносится прещение епископу Кассиану за его «сослужение с еретиками» 31 января. 26 февраля 2016 года решением Архиерейского синода РПЦЗ(В-В) был лишён сана. Решением прошедшего 15-21 сентября 2016 года архиерейского собора РПЦЗ(В-Ф) был лишён сана за сослужение с «французскими старокатоликами».
В 2020 году отделился от КПЦФ, но как указано в его некрологе на сайте последней, «сохраняя при этом братские и дружеские связи с нами, епископами, со многими священнослужителями и прихожанами, которые уважали его, ценили его чувство служения Церкви и духовную радость, которую он доставлял тем, кто приближался к нему».
Скончался 20 мая 2024 во Франции.

## Семья
- дед — священник Василий Феодосиевич Мухин (ум. 1962), клирик Московского Патриархата[16]
- бабушка (по отцу) — Раиса Самсоновна Семашко, происходила из рода священнослужителей[16]
- отец — Мухин Николай Васильевич (1902—1962), уроженец Кубани, воевал в рядах Белой армии
- мать — Ирина Фадеевна (урождённая Яковицкая), в монашестве Варвара (1915—2015), из семьи российских поляков, с 1977 года проживала Леснинском монастыре[17]
- жена — Наталья Лефевр (ум. 2007)
- приёмный сын